# Lembitu
Lembitu (zm. 21 września 1217) – estoński starosta Sakali, przywódca Estów w wojnie z zakonem kawalerów mieczowych na początku XIII wieku.
Po raz pierwszy został wymieniony w kronikach w 1211 jako przywódca ekspedycji wojennej. Na początku 1212, w czasie kiedy książę Nowogrodu Mścisław Udały oblegał gród Varbola, Lembitu napadł na Psków, spustoszył miasto, a także jego okolice i z łupami wojennymi wrócił do swojej siedziby. Dalsze walki przerwała epidemia dżumy. Po niszczycielsko-rabunkowym najeździe na Laane i północną część Sakali w 1215 Niemcy oblegali gród Leole (obecnie Lohavere), broniony przez Lembitu. W trzecim dniu oblężenia Niemcom udało się podpalić gród. Obrońcy zostali zdani na łaskę zwycięzców. Lembitu i inni starsi Sakali zostali wzięci do niewoli i zwolnieni dopiero po oddaniu synów na zakładników. Kiedy w lutym 1217 oddziały ruskie wkroczyły do niemieckich posiadłości w Estonii, Lembitu zawarł z nimi sojusz i zaczął zbierać ochotników napływających do Sakali z zachodnich i południowych ziem Estonii, grabionych przez Niemców. Według Kroniki Henryka Łotewskiego w obozie nad rzeczką Pala (obecnie Navesi) pod komendą Lembitu zebrało się ok. 6 tysięcy wojowników, oczekujących na przybycie sprzymierzeńców z Rusi.
Zaniepokojeni przygotowaniami wojennymi Estów Niemcy postanowili nie dopuścić do połączenia oddziałów przeciwników. W granice Sakali wkroczyło ok. 3 tysięcy wojowników, uformowanych w szyki bojowe z Niemcami w centrum, Liwami na prawym i Łatgalami na lewym skrzydle. Do bitwy doszło w pobliżu siedziby Lembitu – Viljandi 21 września 1217. Estom udało się zmusić do ucieczki Liwów, ale w centrum Niemcy przełamali szyki Lembitu i okrążyli walczące z Łatgalami prawe skrzydło estońskie. Lembitu zginął, a jego wojownicy uciekali z pola bitwy. Śmiertelnie ranny został starosta turajdzki Liwów Kaupo.